# Mateusz Lendzioszek
Mateusz Lendzioszek (ur. 14 sierpnia 1986 w Ostrowi Mazowieckiej) – polski sztangista, medalista mistrzostw świata, Europy, Polski, reprezentant kraju, a także radny miasta Ostrów Mazowiecka VI Kadencji.

## Kariera sportowa
Był zawodnikiem klubów LKS Ostrowianka, UOLKA Ostrów Mazowiecka, CLKS Mazovia Ciechanów oraz Budowlani Opole. Startował w kategorii + 105 kg.
Był brązowym medalistą mistrzostw Europy juniorów w 2005, z wynikiem 373 kg (163 kg + 210 kg) i 2006, z wynikiem 395 kg (174 kg + 221 kg), na mistrzostwach świata juniorów w 2006 zdobył brązowy medal w podrzucie, a w generalnej klasyfikacji był piąty, z wynikiem 383 kg (170 kg + 213 kg). W 2008 zwyciężył w młodzieżowych mistrzostwach Unii Europejskiej, z wynikiem 395 kg (170 kg + 225 kg).
Na mistrzostwach Polski seniorów zdobył w kategorii +105 kg srebrny medal w 2005 i brązowy medal w 2008, był także mistrzem Polski do lat 17 w kategorii +94 kg w 2003, mistrzem Polski juniorów w kategorii +105 kg w 2004 i 2005, młodzieżowym mistrzem Polski w kategorii + 105 kg w 2006 i 2007.

## Główne rezultaty[6]
| Rok                | Miejsce                 | Kategoria          | Rwanie (kg)        | Rwanie (kg)        | Rwanie (kg)        | Rwanie (kg)        | Podrzut (kg)       | Podrzut (kg)       | Podrzut (kg)       | Podrzut (kg)       | Dwubój             | Ranking            |
| Rok                | Miejsce                 | Kategoria          | 1                  | 2                  | 3                  | Ranking            | 1                  | 2                  | 3                  | Ranking            | Dwubój             | Ranking            |
| Mistrzostwa świata | Mistrzostwa świata      | Mistrzostwa świata | Mistrzostwa świata | Mistrzostwa świata | Mistrzostwa świata | Mistrzostwa świata | Mistrzostwa świata | Mistrzostwa świata | Mistrzostwa świata | Mistrzostwa świata | Mistrzostwa świata | Mistrzostwa świata |
| ------------------ | ----------------------- | ------------------ | ------------------ | ------------------ | ------------------ | ------------------ | ------------------ | ------------------ | ------------------ | ------------------ | ------------------ | ------------------ |
| 2006               | Hangzhou, Chiny         | +105 kg            | 160                | 166                | 170                | 4                  | 200                | 207                | 213                | Brąz               | 383                | 5                  |
| 2005               | Busan, Korea Płd.       | +105 kg            | 155                | 160                | 163                | 7                  | 200                | 204                | 205                | 5                  | 360                | 7                  |
| Mistrzostwa Europy |                         |                    |                    |                    |                    |                    |                    |                    |                    |                    |                    |                    |
| 2008               | Forst, Niemcy           | +105 kg            | 170                | 170                | 177                | Złoto              | 215                | 220                | 225                | Złoto              | 395                | Złoto              |
| 2006               | Palermo, Włochy         | +105 kg            | 165                | 172                | 174                | 5                  | 215                | 215                | 221                | Złoto              | 395                | Brąz               |
| 2005               | Trenczyn, Słowacja      | +105 kg            | 157                | 163                | 166                | 6                  | 204                | 204                | 210                | Brąz               | 373                | Brąz               |
| 2004               | Burgas, Bułgaria        | +105 kg            | 145                | 150                | 160                | 7                  | 180                | 187,5              | 192,5              | 7                  | 337,5              | 8                  |
| 2003               | Walencja, Hiszpania     | +105 kg            | 140                | 145                | 150                | 5                  | 180                | 190                | 195                | 5                  | 340                | 5                  |
| 2003               | Dortmund, Niemcy        | +94 kg             | 135                | 140                | 145                | 4                  | 175                | 182,5              | 190                | 4                  | 327,5              | 4                  |
| 2002               | Villeneuve, Francja     | +85 kg             | 130                | 135                | 135                | 4                  | 160                | 165                | 165                | 4                  | 295                | 4                  |
| 2002               | Klosterneuburg, Austria | +85 kg             | 110                | 117,5              | 120                | 5                  | 147,5              | 155                | 157,5              | 4                  | 275                | 5                  |